# Svarttjärnen (Bjärtrå socken, Ångermanland, 699376-160783)
Svarttjärnen är en sjö i Kramfors kommun i Ångermanland och ingår i Nätraån-Ångermanälvens kustområde.